# Kuurne-Brussel-Kuurne 2021
De 73e editie van de Belgische wielerwedstrijd Kuurne-Brussel-Kuurne werd gehouden op 28 februari 2021. De start en finish vonden plaats in Kuurne. De wedstrijd maakte deel uit van de UCI ProSeries-kalender als 1.Pro wedstrijd. Titelverdediger Kasper Asgreen werd opgevolgd door zijn landgenoot Mads Pedersen.

## Uitslag
| Plaats  | Naam                    | Ploeg                      | Tijd     |
| ------- | ----------------------- | -------------------------- | -------- |
| Winnaar | Mads Pedersen           | Trek-Segafredo             | 4u37'08" |
| 2       | Anthony Turgis          | Total Direct Energie       | z.t.     |
| 3       | Tom Pidcock             | INEOS Grenadiers           | z.t.     |
| 4       | Matteo Trentin          | UAE Team Emirates          | z.t.     |
| 5       | Jenthe Biermans         | Israel Start-Up Nation     | z.t.     |
| 6       | Sonny Colbrelli         | Bahrain-Victorious         | z.t.     |
| 7       | Nils Politt             | BORA-hansgrohe             | z.t.     |
| 8       | Greg Van Avermaet       | AG2R-Citroën               | z.t.     |
| 9       | Bert Van Lerberghe      | Deceuninck–Quick-Step      | z.t.     |
| 10      | Erik Nordsæter Resell   | Uno-X Pro Cycling Team     | z.t.     |
| 11      | Ide Schelling           | BORA-hansgrohe             | z.t.     |
| 12      | Mathieu van der Poel    | Alpecin-Fenix              | z.t.     |
| 13      | Dimitri Claeys          | Team Qhubeka-ASSOS         | z.t.     |
| 14      | Markus Hoelgaard        | Uno-X Pro Cycling Team     | z.t.     |
| 15      | Amund Grøndahl Jansen   | Team BikeExchange          | z.t.     |
| 16      | Oliver Naesen           | AG2R-Citroën               | z.t.     |
| 17      | John Degenkolb          | Lotto Soudal               | z.t.     |
| 18      | Jonas Iversby Hvideberg | Uno-X Pro Cycling Team     | z.t.     |
| 19      | Arjen Livyns            | Bingoal-Wallonie Bruxelles | z.t.     |
| 20      | Stefan Küng             | Groupama-FDJ               | z.t.     |

1945 · 1946 · 1947 · 1948 · 1949 · 1950 · 1951 · 1952 · 1953 · 1954 · 1955 · 1956 · 1957 · 1958 · 1959 · 1960 · 1961 · 1962 · 1963 · 1964 · 1965 · 1966 · 1967 · 1968 · 1969 · 1970 · 1971 · 1972 · 1973 · 1974 · 1975 · 1976 · 1977 · 1978 · 1979 · 1980 · 1981 · 1982 · 1983 · 1984 · 1985 · 1986 · 1987 · 1988 · 1989 · 1990 · 1991 · 1992 · 1993 · 1994 · 1995 · 1996 · 1997 · 1998 · 1999 · 2000 · 2001 · 2002 · 2003 · 2004 · 2005 · 2006 · 2007 · 2008 · 2009 · 2010 · 2011 · 2012 · 2013 · 2014 · 2015 · 2016 · 2017 · 2018 · 2019 · 2020 · 2021 · 2022 · 2023 · 2024 · 2025
Lijst van beklimmingen